# Andris Šics
Andris Šics (Sigulda, URSS, 12 de mayo de 1985) es un deportista letón que compite en luge en la modalidad doble. Compite al lado de su hermano Juris.
Participó en cinco Juegos Olímpicos de Invierno, entre los años 2006 y 2022, obteniendo en total tres medallas, plata en Vancouver 2010, en la prueba de dobles, y dos de bronce en Sochi 2014, en dobles y por equipo (junto con Elīza Tīruma, Mārtiņš Rubenis y Juris Šics).
Ganó nueve medallas en el Campeonato Mundial de Luge entre los años 2008 y 2021, y quince medallas en el Campeonato Europeo de Luge entre los años 2006 y 2021.

## Palmarés internacional
| Juegos Olímpicos   | Juegos Olímpicos             | Juegos Olímpicos  | Juegos Olímpicos  |
| Año                | Lugar                        | Medalla           | Prueba            |
| ------------------ | ---------------------------- | ----------------- | ----------------- |
| 2010               | Vancouver (Canadá)           | Medalla de plata  | Doble             |
| 2014               | Sochi (Rusia)                | Medalla de bronce | Doble             |
| 2014               | Sochi (Rusia)                | Medalla de bronce | Equipo            |
| Campeonato Mundial |                              |                   |                   |
| Año                | Lugar                        | Medalla           | Prueba            |
| 2008               | Oberhof (Alemania)           | Medalla de bronce | Equipo            |
| 2009               | Lake Placid (Estados Unidos) | Medalla de bronce | Equipo            |
| 2011               | Cesana (Italia)              | Medalla de bronce | Doble             |
| 2013               | Whistler (Canadá)            | Medalla de bronce | Equipo            |
| 2016               | Königssee (Alemania)         | Medalla de plata  | Equipo            |
| 2020               | Sochi (Rusia)                | Medalla de plata  | Equipo            |
| 2021               | Königssee (Alemania)         | Medalla de plata  | Doble (velocidad) |
| 2021               | Königssee (Alemania)         | Medalla de bronce | Doble             |
| 2021               | Königssee (Alemania)         | Medalla de bronce | Equipo            |
| Campeonato Europeo |                              |                   |                   |
| Año                | Lugar                        | Medalla           | Prueba            |
| 2006               | Winterberg (Alemania)        | Medalla de bronce | Equipo            |
| 2008               | Cesana (Italia)              | Medalla de oro    | Equipo            |
| 2010               | Sigulda (Letonia)            | Medalla de oro    | Equipo            |
| 2014               | Sigulda (Letonia)            | Medalla de plata  | Equipo            |
| 2015               | Sochi (Rusia)                | Medalla de bronce | Doble             |
| 2015               | Sochi (Rusia)                | Medalla de bronce | Equipo            |
| 2016               | Altenberg (Alemania)         | Medalla de plata  | Equipo            |
| 2017               | Königssee (Alemania)         | Medalla de bronce | Equipo            |
| 2018               | Sigulda (Letonia)            | Medalla de plata  | Doble             |
| 2018               | Sigulda (Letonia)            | Medalla de bronce | Equipo            |
| 2019               | Oberhof (Alemania)           | Medalla de bronce | Doble             |
| 2019               | Oberhof (Alemania)           | Medalla de bronce | Equipo            |
| 2020               | Lillehammer (Noruega)        | Medalla de bronce | Equipo            |
| 2021               | Sigulda (Letonia)            | Medalla de oro    | Doble             |
| 2021               | Sigulda (Letonia)            | Medalla de plata  | Equipo            |